# Červený Újezd (powiat Benešov)
Červený Újezd – gmina w Czechach, w powiecie Benešov, w kraju środkowoczeskim. Według danych Czeskiego Urzędu Statystycznego z dnia 1 stycznia 2023 liczyła 350 mieszkańców.